# Robert Van Zeebroeck
Robert Van Zeebroeck (31 oktober 1909 – datum overlijden onbekend) was een Belgische kunstschaatser. 

## Levensloop
Hij maakte deel uit van de Belgische delegatie op de Olympische Winterspelen 1928 en was de winnaar van de enige Belgische medaille, namelijk brons voor kunstrijden. 
| Kampioenschap          | 1926 | 1927 | 1928  | 1929 | 1930 | 1931 | 1932 | 1933 | 09/10 | 1934 | 1935 | 1936 | 1937 | 1938 |
| ---------------------- | ---- | ---- | ----- | ---- | ---- | ---- | ---- | ---- | ----- | ---- | ---- | ---- | ---- | ---- |
| Olympische Spelen      |      |      | Brons |      |      |      |      |      |       |      |      |      |      |      |
| Wereldkampioenschap    | 7e   |      |       |      |      |      |      |      |       |      |      |      |      | 9e   |
| Europees Kampioenschap | 6e   |      |       |      |      |      |      |      |       |      |      | 10e  |      |      |